# Ernst-Heinz Amberg
Ernst-Heinz Amberg (* 11. Juni 1927 in Kayna; † 11. Dezember 2020 in Leipzig) war ein deutscher lutherischer Theologe.

## Leben
Ernst-Heinz Amberg geriet 1945 in US-amerikanische Kriegsgefangenschaft. Nach seiner Freilassung arbeitete er als Landarbeiter und holte sein Abitur nach, schließlich studierte er ab 1946 an der Universität Leipzig Evangelische Theologie.
Anschließend, 1951/1952, betätigte er sich dort als Hilfsassistent. 1956 wurde er zum Doktor der Evangelischen Theologie promoviert, habilitierte sich vier Jahre später, sodass er 1961 als Dozent der Systematischen Theologie eingestellt wurde. Vier Jahre später beförderte man ihn zum Professor. Als Dekan der Theologischen Fakultät fungierte er in den Jahren 1967 bis 1969.
Amberg setzte 1968 sich als einziges Mitglied des Universitätssenats gegen die Sprengung der Universitätskirche, St. Pauli, ein.
Ordentlicher Theologieprofessor wurde er 1969 und ein Jahr später wurde er Synodaler der Landeskirche Sachsens, was er bis 1990 blieb. Zugleich setzte man Amberg 1983 als zweiten Universitätsprediger ein.
1985 wurde er als Domherr am Dom Wurzen und 1991 zum Professor neuen Rechts für Theologie ernannt, verließ die Universität jedoch im Jahr darauf. Amberg wurde 1999 in Wurzen zum Dompropst befördert und hielt das Amt sechs Jahre lang inne. Ebenfalls 1999 wurde ihm die Caspar-Borner-Medaille verliehen.
Seit 1958 arbeitete Amberg als Redakteur der Theologischen Literaturzeitung, wurde 1971 zum Chefredakteur befördert und war in den Jahren 1983 bis 1995 auch Mitherausgeber der Zeitung. Er war verheiratet und hatte ein Kind.
Er starb im Dezember 2020 im Alter von 93 Jahren.

## Werke
- Bekenntnis zur Kirche. Festgabe für Ernst Sommerlath zum 70. Geburtstag. Berlin 1960.
- Christologie und Dogmatik. Untersuchung ihres Verhältnisses in der evangelischen Theologie der Gegenwart. Berlin 1966.
- Aufschlüsse. Ein Glaubensbuch. Berlin 1977.
- mit Günther Gaßmann, Albrecht Peters, Jürgen Roloff: Apostolizität und Ökumene. Hannover 1987.
- Zur Erkenntnis der Wahrheit kommen. Theologische Aufsätze und Betrachtungen. Eingeleitet und hrsg. von Martin Petzoldt. Berlin 1992.
- Staat und Kirche in der DDR. Studien auf der Grundlage der Akten der VELKD und der VELK in der DDR. Hannover 1995.